# Polar Satellite Launch Vehicle
Polar Satellite Launch Vehicle (PSLV) é um lançador desenvolvido pela ISRO (Indian Space Research Organisation), a Agência de Pesquisa Espacial Indiana. Ele é projetado para colocar satélites em órbita polar. O Polar Satellite Launch Vehicle, geralmente conhecido por sua sigla PSLV é o primeiro veículo de lançamento operacional da ISRO. PSLV é capaz de lançar satélites de 1.600 kg em 620 km em órbita polar heliosincrónica e 1050 kg em órbita de transferência geossíncrona. Na configuração padrão, que mede 44,4 m de altura, com um peso de decolagem de 295 toneladas. PSLV tem quatro fases usando os sistemas de propulsão sólida e líquida, alternadamente.

## Variantes

### PSLV

#### Especificações
- Carga útil: 3.700 kg a LEO (200 km); 800 kg a una órbita de transferencia geoestacionária.
- Empuxo de decolagem: 5.300 kN
- Masa total: 294.000 kg
- Diâmetro : 2,8 m
- Longitude total: 44,4 m

### PSLV C

#### Especificações
- Carga útil: 3.700 kg a LEO (200 km); 1000 kg a uma órbita de transferência geoestacionária.
- Empuxo de decolagem: 5.290 kN
- Massa total: 294.000 kg
- Diâmetro : 2,8 m
- Longitude total: 44,4 m